# Список умерших в 1244 году
В этой статье представлен список известных людей, умерших в 1244 году.
См. также: Категория:Умершие в 1244 году

## Январь
- 7 января — Анджей Грыфита[англ.] — епископ Плоцка (1239—1244)

## Февраль
- Невилл, Ральф — епископ Чичестера (1224—1244), архиепископ Кентерберийский (1231—1232), епископ Уинчестера (1238—1239), лорд-канцлер Англии (1226—1238, 1242—1244)

## Март
- 1 марта:
  - Грифид ап Лливелин Фавр[англ.] — старший незаконнорожденный сын правителя Уэльса Лливелин ап Иорверта, погиб при попытке бежать из Тауэра;
  - Лотарь[нем.] — граф Вида (1219—1243).
- 16 марта — Бертран Марти, катарский священнослужитель из области Лангедок.

## Апрель
- 2 апреля — Хенрик Харпенстренг[англ.] — датский ботаник и учёный-медик
- 21 апреля — Джон де Форд[англ.] — английский христианский писатель

## Май
- 4 мая — Феодосия Мстиславна, святая великая княгиня владимирская, мать святого князя Александра Невского.
- 7 мая — Ричард фон Сан Германо[нем.] — средневековый хронист Южной Италии

## Июнь
- 25 июня — Пекорара, Джакомо де — кардинал-епископ Палестрины (1231—1244).

## Июль
- 11 июля — Готье II д’Авен, французский аристократ, сеньор д’Авен, де Гиз и де Конде, благодаря браку — граф Блуа и Шартра.

## Сентябрь
- 3 сентября — Гуала Брешийский[итал.] — епископ Брешии (1229—1244), святой римско-католической церкви[1].
- 20 сентября — Феодор Черниговский, боярин; святой мученик Русской православной церкви.
- 21 сентября — Вильгельм фон Хафельберг[нем.] — епископ Хафельберга (1220—1244)

## Октябрь
- 2 октября — Сайондзи Кинцунэ[фр.] — японский поэт
- 9 октября — Бертольд (Бертоль) I фон Текк[нем.] — епископ Страсбурга (1223—1244)
- 18 октября — Пьер де Сергинес[нем.] — католический патриарх Тира (1235—1244)
- 24 октября — Уильям Бривере[англ.] — епископ Эксетера (1223—1244)

## Декабрь
- 5 декабря — Жанна Константинопольская — графиня Фландрии и графиня Эно (1205—1244)

## Дата неизвестна или требует уточнения
- Аль-Музаффар II Махмуд[англ.] — айюбидский эмир Хамы (1229—1244).
- Ахмад аль-Буни, суфий.
- Бодуэн III де Гин — граф де Гин (1220—1244)
- Бушар д’Авен — бальи Эно (Геннегау) (1212—1216), имперский рыцарь, каноник собора Св. Петра в Лилле, казнён по приказу Жанны Константинопольской.
- Дайфа Хатун[англ.] — регент Халеба (1237—1244)
- Доннхад[англ.] — мормер Мара (1203—1244)
- Дункан мор О Дели[англ.] — ирландский поэт-бард
- Иоанн Комнин Дука — правитель Фессалоник (1237—1244), правитель Фессалии (1237—1239)
- Иснардо (Иснар) Чампский — святой римско-католической церкви[2].
- Манфред III — маркграф Салуццо (1215—1244)
- Меир Абдулафья[англ.] — еврейский талмудист из Испании
- Мухаммед I — правитель Маринидской династии (1240—1244), убит
- Оберто II — епископ Асти (1237—1244)
- Перигор, Арман де — Великий магистр ордена тамплиеров (1232—1244). По другим источникам, умер в 1247 году.
- Рис Мечилл — Лорд Диневура (1234—1244)
- Ричард де Перси — английский барон, один из 25 гарантов Великой хартии вольностей.
- Салингверра II Торелли, правитель Феррары (1213—1240).
- Элеонора Кастильская — королева-консорт Арагона (1221—1229), жена Хайме I